# Esches (Fluss)
Die Esches ist ein Fluss in Frankreich, der in den Regionen Hauts-de-France und Île-de-France verläuft. Sie entspringt unter dem Namen Ru de Méru im gleichnamigen Gemeindegebiet von Méru, entwässert anfangs in südlicher, später in südöstlicher Richtung und mündet nach rund 20 Kilometern im Gemeindegebiet von Persan als rechter Nebenfluss in die Oise.
Die Esches durchquert auf ihrem Weg die Départements Oise und Val-d’Oise.

## Orte am Fluss
- Méru
- Esches
- Fosseuse
- Bornel
- Belle-Église
- Chambly
- Persan